# John Mackey Award
Le John Mackey Award est un prix annuel décerné au meilleur joueur de football américain universitaire évoluant au poste de Tight end aux États-Unis. Ce joueur se doit d'illustrer et représenter au mieux le jeu, l'esprit sportif, l'université et les valeurs défendues par John Mackey, joueur de NFL intronisé au Pro Football Hall of Fame.

## Palmarès
| Années | Lauréats                | Équipes universitaires       |
| ------ | ----------------------- | ---------------------------- |
| 2000   | Tim Stratton (en)       | Boilermakers de Purdue       |
| 2001   | Daniel Graham (en)      | Buffaloes du Colorado        |
| 2002   | Dallas Clark            | Hawkeyes de l'Iowa           |
| 2003   | Kellen Winslow II       | Hurricanes de Miami          |
| 2004   | Heath Miller            | Cavaliers de la Virginie     |
| 2005   | Marcedes Lewis          | Bruins de l'UCLA             |
| 2006   | Matt Spaeth (en)        | Golden Gophers du Minnesota  |
| 2007   | Fred Davis (en)         | Trojans de l'USC             |
| 2008   | Chase Coffman (en)      | Tigers du Missouri           |
| 2009   | Aaron Hernandez         | Gators de la Floride         |
| 2010   | D. J. Williams (en)     | Razorbacks de l'Arkansas     |
| 2011   | Dwayne Allen            | Tigers de Clemson            |
| 2012   | Tyler Eifert            | Fighting Irish de Notre-Dame |
| 2013   | Austin Seferian-Jenkins | Huskies de Washington        |
| 2014   | Nick O'Leary (en)       | Seminoles de Florida State   |
| 2015   | Hunter Henry            | Razorbacks de l'Arkansas     |
| 2016   | Jake Butt (en)          | Wolverines du Michigan       |
| 2017   | Mark Andrews            | Sooners de l'Oklahoma        |
| 2018   | T. J. Hockenson         | Hawkeyes de l'Iowa           |
| 2019   | Harrison Bryant (en)    | Owls de Florida Atlantic     |
| 2020   | Kyle Pitts              | Gators de la Floride         |
| 2021   | Trey McBride            | Rams de Colorado State       |
| 2022   | Brock Bowers            | Bulldogs de la Géorgie       |
| 2023   | Brock Bowers            | Bulldogs de la Géorgie       |
| 2024   | Tyler Warren (en)       | Nittany Lions de Penn State  |

## Statistiques par équipes
| Équipes                      | Nombre |
| ---------------------------- | ------ |
| Razorbacks de l'Arkansas     | 2      |
| Gators de la Floride         | 2      |
| Bulldogs de la Géorgie       | 2      |
| Hawkeyes de l'Iowa           | 2      |
| Tigers de Clemson            | 1      |
| Buffaloes du Colorado        | 1      |
| Rams de Colorado State       | 1      |
| Owls de Florida Atlantic     | 1      |
| Seminoles de Florida State   | 1      |
| Hurricanes de Miami          | 1      |
| Golden Gophers du Minnesota  | 1      |
| Tigers du Missouri           | 1      |
| Fighting Irish de Notre-Dame | 1      |
| Sooners de l'Oklahoma        | 1      |
| Nittany Lions de Penn State  | 1      |
| Boilermakers de Purdue       | 1      |
| Trojans de l'USC             | 1      |
| Bruins de l'UCLA             | 1      |
| Cavaliers de la Virginie     | 1      |
| Huskies de Washington        | 1      |
| Wolverines du Michigan       | 1      |